# 카탄차로도
카탄차로도(이탈리아어: Provincia di Catanzaro)은 이탈리아 남부 칼라브리아주의 도이다. 도청 소재지는 카탄차로이다. 면적은 2,391 km2, 인구는 368,318(2010)이다.